# شمال نيجيريا
شمال نيجيريا أو المنطقة الشمالية (بالإنجليزية: Northern Nigeria / The Northern Region) كان قسمًا مستقلًا داخل نيجيريا، يختلف اختلافًا واضحًا عن الجزء الجنوبي من البلاد، مع تقاليد مستقلة وعلاقات خارجية وهياكل أمنية. في عام 1962 استحوذت على أراضي شمال الكاميرون البريطانية، والتي أتصبحت مقاطعة داخل شمال نيجيريا بعد التصويت. وهي الآن مجموعة من الولايات في الجانب الشمالي من دولة نيجيريا تتحد مع بعضها في الموقع الجغرافي واللغة والدين غالباً. في عام 1967 ، تم تقسيم شمال نيجيريا إلى الولاية الشمالية الشرقية، والولاية الشمالية الغربية، وولاية كانو، وولاية كادونا، وولاية كوارا، وولاية بينو بلاتو، ولكل منها حاكمها (الوالي) الخاص.

## تاريخ

### العصر ما قبل التاريخ
ثقافة نوك ، وهي ثقافة قديمة سيطرت على معظم ما يعرف الآن بشمال نيجيريا في عصور ما قبل التاريخ ، وقد تم اكتشاف إرثها في شكل تماثيل من الطين والمغليث في سوكوتو وكانو وبيرينين كودو ونوك وزاريا. يعتقد البعض أن ثقافة Kwatarkwashi ، وهي نوع من ثقافة Nok تتمحور حول زامفارا في مقاطعة سوكوتو ، هي نفسها أو فرع من Nok.

### الممالك الأربع عشرة
وحدت الممالك الأربع عشرة التراث المتنوع لشمال نيجيريا في نظام عرقي تاريخي متماسك. سبعة من هذه الممالك تطورت من تراث كابارا لشعب الهوسا. في القرن التاسع عشر، عندما كانت المراكز التجارية النابضة بالحياة تتنافس مع كانم-برنو ومالي تطورت ببطء في السودان الأوسط ، اندمجت مجموعة من الممالك المهيمنة على سهول السافانا الكبرى في هوسالاند ، وكانت صادراتها الأساسية هي الجلود والذهب والقماش والملح وجوز الكولا ، جلود الحيوانات والحناء.

### ولايات الهوسا
ما بين 500 و 700 شخص من الهوسا، الذين يُعتقد أنهم انتقلوا ببطء من النوبة واختلطوا مع السكان المحليين الشماليين، أسسوا عددًا من الولايات القوية في ما يعرف الآن بشمال نيجيريا وشرق النيجر. مع تراجع نوك وسوكوتو، الذين سيطروا سابقًا على وسط وشمال نيجيريا بين 800 قبل الميلاد و 200 قبل الميلاد ، تمكنت الهوسا من الظهور كقوة جديدة في المنطقة. وهم مرتبطون ارتباطًا وثيقًا بشعب كانوري في كانيم-برنو (بحيرة تشاد) ، وبيروم ، وجواري ، ونوبي ، وجوكون.

## الموقع الجغرافي
أعلى نقطة في شمال نيجيريا هي Chappal Waddi على ارتفاع 2419 م (7936 قدمًا). الأنهار الرئيسية هي النيجر ونهر بينو اللذان يلتقيان في مقاطعة كابا حيث يسافر جنوبًا ويصبان في نهاية المطاف في المحيط الأطلسي
يسيطر حزام السافانا الكبير في السهول الكبرى في بلاد الهوسا على معظم أنحاء المقاطعة. تشهد هذه المنطقة هطول الأمطار بين 20 و 60 بوصة (508 و 1524 ملم) في السنة. الفئات الثلاث لمنطقة السافانا هي فسيفساء غابات السافانا في غينيا ، السافانا السودانية ، وسافانا الساحل. فسيفساء غابات السافانا الغينية عبارة عن سهول من الحشائش الطويلة التي تقطعها الأشجار. السافانا السودانية متشابهة ولكن مع حشائش أقصر وأشجار أقصر. تتكون السافانا الساحلية من بقع من الحشائش والرمال توجد في الشمال الشرقي. في منطقة الساحل ، يقل هطول الأمطار عن 20 بوصة (508 ملم) سنويًا والصحراء الكبرى تزحف. في الركن الشمالي الشرقي الجاف من البلاد تقع بحيرة تشاد ، التي يشترك فيها شمال نيجيريا مع النيجر وتشاد والكاميرون.
شمل الجزء الجنوبي الغربي من المنطقة Ogidi ، Iyamoye ، Iyara التي تحتوي على غابات عميقة متباعدة بين مناطق السافانا في غينيا (وتحد المناطق الحرجية للمحمية الجنوبية وعلى هذا النحو تشترك في أنماط المطر المماثلة وتُعطى لزراعة المحاصيل النقدية مثل البن والكاكاو)

## سكان
على الرغم من أن شمال نيجيريا منطقة متنوعة عرقيًا ودينيًا ، إلا أنها منطقة ذات أغلبية ساحقة من المسلمين. تهيمن الهوسا والفولاني والنوبي على معظم الجزء الشمالي الغربي والشرقي من البلاد. الهوسا والفولاني هم في الغالب من المسلمين. يلتزم جزء صغير من سكان الهوسا أيضًا بالدين القديم للروحانية الهوسا

### مخاوف تتعلق بحقوق الإنسان
أسفرت هجمات الرعاة الفولانيين على قرى في الشمال عن مقتل 6000 شخص منذ عام 2015 ، بحسب صندوق برنابا. كما كان على رجال قبائل الفولاني أن يتحملوا القتل بلا رحمة لهم ولحياة مواشيهم من قبل المزارعين المسيحيين. هناك معتدون على كلا الجانبين من هذه الصراعات.